# Josef Dvořák (politik KSČ)
Josef Dvořák (9. září 1892 Plzeň – 1. prosince 1961) byl československý politik a meziválečný poslanec Národního shromáždění za Komunistickou stranu Československa.

## Biografie
Profesí byl původně zámečníkem. K roku 1930 se uvádí jako člen závodního výboru v podniku Škoda v Plzni. K roku 1935 je popisován jako zámečník z Kladna.
Už koncem 20. let patřil do krajského vedení KSČ v Plzni. Roku 1929 podpořil bolševizaci strany prosazovanou Klementem Gottwaldem. Od konce roku 1929 působil jako vydavatel a redaktor plzeňského komunistického listu Pravda. V první polovině 30. let byl pro své radikální aktivity opakovaně vězněn československými úřady.
Po parlamentních volbách v roce 1929 se stal poslancem Národního shromáždění. Mandát obhájil v parlamentních volbách v roce 1935. Mandát ale ztratil v roce 1936 rozhodnutím volebního soudu. Místo něj v parlamentu usedl Karel Procházka.
Od roku 1937 ho Ústřední výbor Komunistické strany Československa pověřil, aby se účastnil španělské občanské války. Cestou byl ovšem zadržen a několik měsíců vězněn německými úřady, které ho následně vydaly do Československa. Ústřední výbor Komunistické strany Československa potom vyšetřoval příčiny nezdaru jeho mise a Dvořák byl vyloučen z KSČ pro údajný trockismus.
Za okupace byl 17. března 1939 zatčen a vězněn pak v Buchenwaldu společně s dalším komunistickým funkcionářem v Plzeňska, Josefem Ullrichem.
Po válce se snažil o opětovné přijetí do strany, ale ÚV KSČ to roku 1945 zamítl. V listopadu 1946 ovšem Krajský výbor KSČ v Plzni znovupřijetí Josefa Dvořáka do strany podpořil a po souhlasu ÚV KSČ bylo jeho členství obnoveno na zasedání pléna KV KSČ 12. října 1947, za účasti Rudolfa Slánského. Následně se stal členem předsednictva KV KSČ. Jako předseda závodní odborové organizace ve Škodových závodech se podílel na provedení únorového převratu v roce 1948 v Plzni. V březnu 1948 se o něm uvažovalo i jako o předsedovi KV KSČ. Očekávalo se, že bude kandidátem do parlamentu v nadcházejících volbách v květnu 1948. Nakonec ale KSČ nominovala Karla Poláčka.